# 団一大広場駅
団一大広場駅（だんいちだいひろばえき、中文表記: 团一大广场站）は、中華人民共和国広東省広州市越秀区に位置する広州地下鉄6号線の駅である。

## 歴史
- 2013年12月28日: 6号線の駅として開業[1]。

## 隣の駅
広州地下鉄
■6号線
北京路駅 - 団一大広場駅 - 東湖駅